# Thomas Courtenay (homme politique)
Pour les articles homonymes, voir Courtenay.
Thomas Peregrine Courtenay (31 mai 1782 - 8 juillet 1841) est un homme politique et écrivain britannique. Il est vice-président de la Chambre de commerce sous le duc de Wellington entre 1828 et 1830. 

## Biographie
Courtenay est le deuxième fils du très révérend Reginald Courtenay (évêque) (décédé en 1803), évêque d'Exeter, et de son épouse Lady Elizabeth Howard, fille de Thomas Howard (2e comte d'Effingham). Sa grand-mère paternelle, Lady Catherine, est la fille d'Allen Bathurst, 1er comte de Bathurst. Son frère aîné est William Courtenay (10e comte de Devon) (1777–1859) . 
Courtenay siège comme député de Totnes de 1811 à 1832  et sert sous le duc de Wellington comme vice-président de la Chambre de commerce de 1828 à 1830. En 1828, il est admis au Conseil privé. 
Courtenay est également écrivain et a publié entre autres ouvrages Mémoires de la vie, œuvres et correspondance de Sir William Temple, Bart (Londres, 1836) et Commentaires sur les pièces historiques de Shakespeare . 

## Famille
Courtenay épouse Anne, fille de Mayow Wynell-Mayow, en 1805. Ils ont huit fils et cinq filles. Trois de leurs fils ont obtenu une distinction particulière. Leur deuxième fils, le Rt.Rev. Reginald Courtenay (1813-1906) est évêque de Kingston, Jamaïque, entre 1856 et 1879. Leur sixième fils, Richard William Courtenay (1820–1904), est vice-amiral de la Royal Navy. Leur septième fils, Henry Reginald Courtenay (1823-1911), est major-général de l'Artillerie royale. Courtenay s'est noyé lors d'un bain de mer à Torquay  en juillet 1841, à 59 ans. Sa femme lui a survécu pendant dix-neuf ans et est décédée en décembre 1860 . 